# 국제자연보전연맹
국제자연보전연맹(영어: International Union for Conservation of Nature and Natural Resources; IUCN)은 전 세계 자원 및 자연 보호를 위하여 유엔의 지원을 받아 1948년에 국제 기구로 설립하였다. 현재는 국가, 정부 기관 및 NGO의 연합체 형태로 발전한 세계 최대 규모의 환경 단체이다. 자원과 자연의 관리 및 동식물 멸종 방지를 위한 국제간의 협력 증진을 도모하며, 야생동물과 야생식물의 서식지나 자생지 또는 학술적 연구 대상이 되는 자연을 보호하기 위해 자연 보호 전략을 마련하여 회원국에 배포하고 있다.

## 정보
1911년 미국, 캐나다, 러시아, 일본을 중심으로 보호 회의(ICBP)를 창설하였고, 1928년에 국제 자연 보존 연맹을 결성하였으며, 그 산하에 국제 자연 보호 사무국을 설치하였다. 제2차 세계 대전으로 자연 환경의 파괴가 심각한 문제로 대두하자 세계 각국은 파리 회담을 열고 유엔의 지원으로 1948년 국제 기구로 정식 발족했다.
1948년에 설립되었으며 본부는 스위스의 제네바 인근의 글랑에 위치해 있다. IUCN은 국가회원(87개국), 정부기관(117개), 비정부기구(919개), 및 제휴(협력)기관(33개) 등 총 1,156개 회원 기관, 단체와 11,000여 명의 전문가가 활동하고 있다.(2011년 7월 기준)

## 타임라인
IUCN의 성장과 발전에 관한 주요 날짜는 다음과 같다.
- 1948년: 국제자연보호연맹(IUPN) 설립.
- 1956년: 국제자연보호연맹(IUCN)으로 명칭이 변경되었다.
- 1959년: 유네스코는 자연공원 및 그에 상응하는 보호지역의 국제 목록을 작성하기로 결정하고, 유엔 사무총장은 IUCN에 이 목록 작성을 요청한다.
- 1961년: 세계야생생물기금(World Wildlife Fund)은 기금 모금, 홍보 및 자연 보호에 대한 대중 지원 증대에 중점을 두는 보완 기관으로 설립되었다.
- 1969년: IUCN은 포드 재단으로부터 국제 사무국을 강화할 수 있는 보조금을 받았다.
- 1972년: 유네스코는 세계 문화 및 자연유산 보호에 관한 협약을 채택하고 IUCN은 기술 평가 및 모니터링을 제공하도록 요청받는다.
- 1974년: IUCN은 원래 IUCN에 사무국을 둔 멸종위기 야생 동식물종의 국제 거래에 관한 협약(CITES)에 서명하기 위해 회원들의 동의를 얻는 데 관여했다.
- 1975년: 국제적으로 중요한 습지에 관한 협약(람사르 협약)이 발효되고 사무국은 IUCN 본부에서 관리된다.
- 1980년: IUCN(유엔 환경 계획 및 세계자연기금과 함께)은 유네스코와 협력하여 세계 보존 전략을 발표한다.
- 1982년: IUCN의 준비와 노력에 따라 유엔 총회에서 세계자연헌장을 채택했다.
- 1990년: World Conservation Union이라는 이름을 공식 명칭으로 사용하기 시작했으며, 계속해서 IUCN을 약어로 사용함.
- 1991년: IUCN(유엔 환경 계획 및 세계자연기금과 함께)이 케어링 포 디 어스(Caring for the Earth)를 출판한다.
- 2003년: IUCN 비즈니스 및 생물다양성 프로그램 설립.
- 2008년: 세계자연보전연맹(World Conservation Union)의 공식 명칭 사용을 중단하고 명칭을 다시 국제자연보전연맹(International Union for Conservation of Nature)으로 되돌렸다.
- 2012년: IUCN은 세계에서 가장 위협받는 100종의 목록을 발표한다.
- 2016년: 원주민 조직을 위한 새로운 IUCN 회원 카테고리를 만들었다.

## 조직 구성

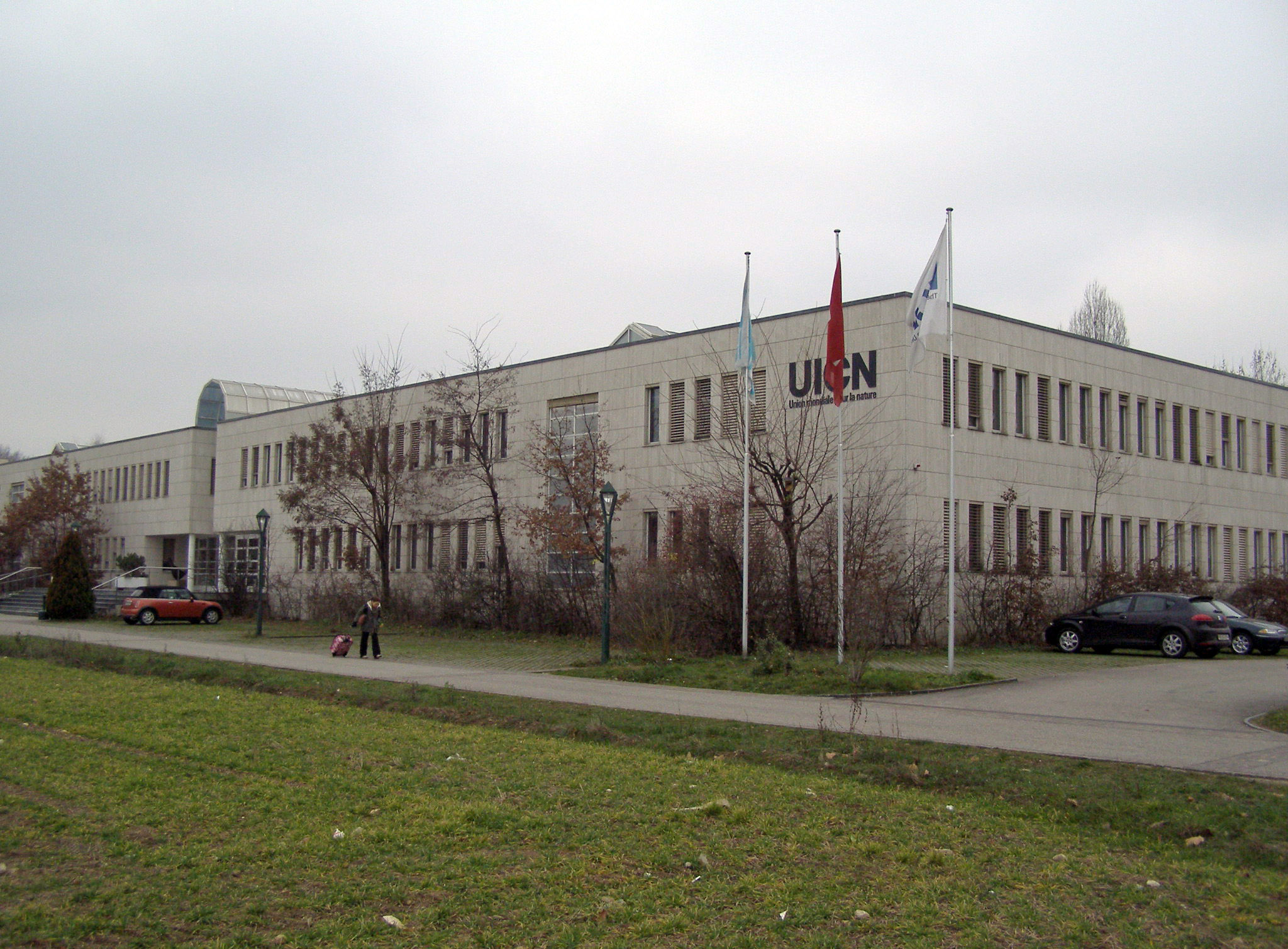
IUCN 본부

### 사무국
- 총재: 아쇼크 코슬라(Ashok Khosla)
- 사무총장: 줄리아 마르통 르페브르(Julia Marton-Lefevre)
- 본부는 스위스 글랑에 위치하며, 전 세계적으로 60여개의 사무소 운영

### 이사회
- 4년마다 개최되는 세계자연보전총회(WCC)에서 회원들이 이사 선출
- 이사회는 의장, 감사, 24명 지역대표(8개 지역에서 각 3명씩), 위원회 의장 6명 등으로 38명 구성
  - IUCN 제74차 이사회에서 제5회 WCC 제주 개최 결정(2009년 11월, 스위스 글랑)

### 위원회
- IUCN의 업무수행을 위한 지식 제공, 정책과 기술에 대한 조언 등을 위해 11,000여명의 전문가가 6개 위원회에서 활동
- 위원회 구성: 세계보호지역위원회, 종보전위원회, 생태계관리위원회, 환경법위원회, 교육·커뮤니케이션위원회, 환경·경제·사회정책위원회

## 출판물
IUCN은 보존 및 지속 가능한 개발과 관련된 광범위한 간행물, 보고서, 지침 및 데이터베이스(글로벌 침입종 데이터베이스 포함)를 보유하고 있다. 수백 권의 보고서, 문서 및 지침과 함께 매년 100권이 넘는 책과 주요 평가를 출판하거나 공동 집필한다. 2015년에는 76개의 IUCN 논문이 동료 검토 과학 저널에 게재되었다.
2014년 11월 12일 시드니에서 열린 IUCN 세계공원총회에서 발표된 보고서에 따르면 전 세계 209,000개의 보호 구역이 현재 전체 토지 면적의 15.4%를 차지하고 있다. 이는 2010년 일본에서 열린 생물다양성협약에서 세계 국가 간 합의 이후 2020년까지 지구상 육지의 17%와 해양 환경의 10%를 보호하기 위한 조치이다.

## 같이 보기
- IUCN 적색 목록